# Bellmunt del Priorat
Bellmunt del Priorat – gmina w Hiszpanii, w prowincji Tarragona, w Katalonii, o powierzchni 9 km². W 2011 roku gmina liczyła 336 mieszkańców.